# Branislav Sloboda
Branislav Sloboda (manchmal auch Branislaw Sloboda; * 28. August 1943 in Martin, Slowakei) ist ein slowakisch-deutscher Forstwissenschaftler, Mathematiker und Informatiker. Er war von 1994 bis 2008 Leiter des Instituts für Forstliche Biometrie und Informatik (seit 2007 Abteilung Ökoinformatik, Biometrie und Waldwachstum des Büsgeninstituts)
der Fakultät für Forstwissenschaften und Waldökologie der Georg-August-Universität Göttingen.

## Leben und Wirken
Branislav Sloboda studierte Forstwissenschaften an der Forstwirtschaftlichen und Holztechnischen Universität Zvolen und der Mendel-Universität für Land- und Forstwirtschaft Brünn (Mendelova zemědělská a lesnická univerzita v Brně, MLZU). Nach der Diplom-Prüfung 1967 war er an der MLZU bis 1969 Assistent am Lehrstuhl für Mathematik, ging dann aber nach Deutschland, wo er an der Forstlichen Versuchs- und Forschungsanstalt Baden-Württemberg (FVA) in Freiburg im Breisgau arbeitete. Mit der Schrift Zur Darstellung von Wachstumsprozessen mit Hilfe von Differentialgleichungen erster Ordnung wurde er im Jahr 1972 bei Walter Schöpfer an der Forstlichen Fakultät der Albert-Ludwigs-Universität Freiburg zum Dr. rer. nat promoviert. Anschließend war er bis 1976 als Assistent an der Universität Freiburg und wissenschaftlicher Mitarbeiter der Abteilung Biometrie und Informatik der Forstlichen Versuchs- und Forschungsanstalt tätig. Zum Wintersemester 1976/77 habilitierte er sich mit der Abhandlung Mathematische und stochastische Modelle zur Beschreibung der Statik und Dynamik von Bäumen und Beständen für die Fächer Forstliche Biometrie, Forstliche Ertragskunde und Holzmesskunde.
Im gleichen Jahr erhielt er eine C3-Professur als Leiter der Abteilung Forstliche Biometrie am Forstwissenschaftlichen Fachbereich der Georg-August-Universität Göttingen, die er bis 1994 innehatte. Einen ehrenvollen Ruf auf den Lehrstuhl für Forstliche Biometrie und Informatik der Mendel-Universität für Land- und Forstwirtschaft Brünn nahm er nicht an, da sich ihm stattdessen die Möglichkeit eröffnete, in Göttingen das neu geschaffene Institut für Forstliche Biometrie und Informatik zu leiten, was zugleich mit einer C4-Professur verbunden war. Es war der erste selbständige Lehrstuhl für dieses Fachgebiet in Deutschland. Seit seiner Berufung zum 23. November 1994 leitete Sloboda das Institut, das im Zuge einer Umorganisation der Fakultät im Jahr 2007 als Abteilung Ökoinformatik, Biometrie und Waldwachstum in das neu geschaffene Büsgeninstitut eingegliedert wurde. 1986 und 1995 wurde er für jeweils zwei Jahre zum Dekan des Forstwissenschaftlichen Fachbereichs gewählt und war von 1997 bis 1999 Mitglied des Senats der Universität. Nach mehr als 30-jähriger Lehr- und Forschungstätigkeit an der Universität Göttingen wurde Sloboda am 17. Oktober 2008 mit einem Festkolloquium in den Ruhestand verabschiedet. Zu seinem Nachfolger als Institutsleiter wurde Winfried Kurth berufen. Sloboda hat jedoch am Institut weiterhin eine „Professur mit Verwaltungsauftrag“ inne.
In seiner Forschung war Sloboda stets international ausgerichtet. Eine besonders enge Zusammenarbeit entwickelte er mit der Technischen Universität Zvolen und hier besonders mit Professor Štefan Šmelko. Die TU Zvolen verlieh Branislav Sloboda 1992 die Ehrendoktorwürde (Dr. h. c.) für seine Forschung auf dem Gebiet der biometrischen Waldwachstumsmodellierung. Ebenfalls sehr intensiv war Slobodas Zusammenarbeit mit japanischen Biometrie-Forschern, vor allem Tasiti Suzuki von der Kaiserlichen Universität Nagoya, den er im Wintersemester 1983/84 auch nach Göttingen eingeladen hatte. Die Auszeichnung mit dem JSPS Award ermöglichte seinerseits Sloboda 1988 und 1994 Gastprofessuren an den japanischen Universitäten Nagoya und Tokio.
Seit dem Jahr 2000 ist Sloboda Mitglied des Zentrums für Informatik der Universität Göttingen. Weiter ist er Ansprechpartner für das GAUSS-PhD-Program for Environmental Informatics, einem integrativen Master- und Promotionsprogramm in Umweltinformatik, und gehört zu der Herausgebergruppe der internationalen Fachzeitschrift Journal of Forest Science.
Branislav Sloboda wohnt in Göttingen.

## Forschungsschwerpunkte und Leistungen
Sloboda beschäftigt sich unter anderem seit Jahrzehnten mit der mathematischen Beschreibung von Wachstumsprozessen von Einzel-Bäumen und ganzen Waldbeständen sowie deren Umsetzung in Wachstumsmodelle und räumliche Informationssysteme. Das bedeutet einerseits die Erzeugung von virtuellen Waldlandschaften im Computer, die unmittelbar eingängig sind und sich sowohl in der Forschung, als auch zur Entscheidungsfindung und Wissensvermittlung für Studierende, Forstpraxis und Öffentlichkeit einsetzen lassen. Daneben entwickeln Sloboda und seine Mitarbeiter integrierte Konkurrenz- und Wachstumsmodelle sowie raumbezogene, forstliche Informationssysteme und GIS-Modellierungen für die Forstplanung und Waldökosystemanalyse. Auch an den Untersuchungen des Forschungszentrums Waldökosysteme der Universität Göttingen ist sein Institut intensiv beteiligt.
Große Bedeutung hat Sloboda seit Beginn seiner wissenschaftlichen Arbeit der Entwicklung im Soft- und Hardwarebereich beigemessen. Denn diese technischen Hilfsmittel ermöglichten überhaupt erst die Anwendung komplexer biometrischer Methoden in Lehre, Forschung und Praxis. Sloboda leistete wesentliche Beiträge zum Aufbau des Fachgebietes Forstliche Biometrie und Informatik.
Da Sloboda zudem großen Wert auf einen soliden und gleichen Kenntnisstand seiner Studenten legt, repetiert er in seinen Vorlesungen auch den gesamten mathematischen Schulstoff – von der Mengenlehre bis zur Stochastik samt entsprechender Übungsstunden. Darauf bauen dann vertiefende Kurse zu speziellen – beispielsweise statistischen Anwendungsmöglichkeiten – auf.

## Schriften (Auswahl)
- Der QF-Rechner. Ein neues Instrument zur Ermittlung des Flächeninhalts von Stammquerschnitten (zugleich Beitrag zur Theorie der Stammquerschnitte),  Mitteilungen der Baden-Württembergischen Forstlichen Versuchs- und Forschungsanstalt (Heft 24. Abteilung Biometrie, Nr. 3), Freiburg im Breisgau 1970
- Zur Darstellung von Wachstumsprozessen mit Hilfe von Differentialgleichungen erster Ordnung, Mitteilungen der Baden-Württembergischen Forstlichen Versuchs- und Forschungsanstalt (Heft 32. Abteilung Biometrie, Nr. 5), Freiburg im Breisgau 1971 (zugleich Dissertationsschrift, Freiburg im Breisgau 1972
- Mathematische und stochastische Modelle zur Beschreibung der Statik und Dynamik von Bäumen und Beständen, Habilitationsschrift, Freiburg im Breisgau 1976
- als Herausgeber: Biometric models and simulation techniques for processes of research and applications in forestry = Biometrische Modelle und Simulationstechniken bei Prozessen in forstlicher Forschung und Praxis, Schriften aus der Forstlichen Fakultät der Universität Göttingen und der Niedersächsischen Forstlichen Versuchsanstalt, (Band 90), Frankfurt am Main 1988 (ISBN 3-7939-5090-5)
- als Herausgeber zusammen mit Štefan Šmelko: Biometrische Beiträge zu statischen und dynamischen Modellansätzen in den Forstwissenschaften und der Praxis. Deutscher Verband Forstlicher Forschungsanstalten, Sektion Forstliche Biometrie und Informatik, 5. Tagung, Marlin/Zvolen 16. - 20.9.1991, Zvolen 1991 (ISBN 80-228-0316-2)
- als Herausgeber: Modelle zu automatisierten Zuwachsmess- und Auswerttechniken, klimaorientierte Wachstumsmodelle, Inventurmethoden und ihre Anwendungen, Schriften aus der Forstlichen Fakultät der Universität Göttingen und der Niedersächsischen Forstlichen Versuchsanstalt, (Band 106), Frankfurt am Main 1992 (ISBN 3-7939-5106-5)
- als Mitherausgeber: Deutscher Verband Forstlicher Forschungsanstalten, Sektion Forstliche Biometrie und Informatik - 12. Tagung und Internationale Biometrische Gesellschaft - Deutsche Region, Arbeitsgruppe Ökologie, Herbstkolloquium, Göttingen, 29. September - 1. Oktober 1999, Die grüne Reihe, Göttingen 2000 (ISBN 961-6020-25-0)
- als Mitverfasser: Sonderheft zum 70. Geburtstag von Prof. DrSc. Štefan Šmelko, Festschrift Štefan Šmelko, Allgemeine Forst- und Jagdzeitung, 172. Jahrgang, Hefte 8/9, Frankfurt am Main 2001